# Callejones y Granados
Callejones y Granados är en ort i Mexiko.   Den ligger i kommunen Salamanca och delstaten Guanajuato, i den centrala delen av landet, 250 km nordväst om huvudstaden Mexico City. Callejones y Granados ligger 1 727 meter över havet och antalet invånare är 714.
Terrängen runt Callejones y Granados är huvudsakligen platt, men åt sydväst är den kuperad. Runt Callejones y Granados är det ganska tätbefolkat, med 185 invånare per kvadratkilometer. Närmaste större samhälle är Valle de Santiago, 10,3 km söder om Callejones y Granados. Trakten runt Callejones y Granados består till största delen av jordbruksmark.